# 黄松有受贿贪污案
黄松有受贿、贪污案，简称黄松有案，是发生于中华人民共和国的一宗刑事案件。原中华人民共和国最高人民法院副院长（副部长级）、中华人民共和国二级大法官黄松有，因涉嫌受贿罪、贪污罪被捕，被最高人民检察院移交给廊坊市人民检察院提起公诉。此案被告人黄松有是中华人民共和国建国以来涉嫌贪腐犯罪的最高级别司法官员，他于2010年3月9日被判无期徒刑。

## 背景
2008年6月28日，原广东省高级人民法院审判委员会委员、执行局局长杨贤才被中纪委双规，黄松有因涉嫌在中诚广场事件中与杨贤才的牵连而与10月15日同被双规。10月28日，在第十一届全国人民代表大会常务委员会第五次会议中，黄松有的全部行政职务被免除。

## 案件审判
经过中纪委的调查后，黄松有于2008年8月21日以涉嫌受贿、贪污两项罪名被逮捕。最高人民检察院接过这一案件，自黄松有被逮捕前一天开始针对他的犯罪行为进行调查。11月17日，最高人民检察院结束调查行动，将黄松有移交给河北省廊坊市人民检察院，并由其向河北省廊坊市中级法院就此案提起公诉。
经检察方调查，黄松有有如下几条受贿行为：
1. 2005－2006年：利用最高人民法院副院长的职务便利，帮助广东法制盛邦律师事务所律师陈卓伦促成其代理的一起执行案件双方当事人执行和解。他向下属的执行工作办公室的案件承办人作出书面批示，使该案件达成了执行和解。陈卓伦后于2008年为此给黄松有人民币300万元。
2. 2006年5－7月：利用最高人民法院副院长的职务便利，帮助广州佳德利房地产开发有限公司董事长肖渊韬，给广州市中级人民法院相关领导打了招呼，处理了该公司与广州建南房地产开发有限公司的债务纠纷。为此，黄松有于2006年5月至2007年初，先后三次收受肖渊韬给予的港币30万元。
3. 2006年9月：利用最高人民法院副院长的职务便利，插手四川冠宇投资有限公司董事长林寻东兄林作万涉嫌行贿被广东省佛山市人民检察院立案的侦查事宜，使林作万由监视居住变更为取保候审。黄松有为此于2008年收受人民币30万元。
4. 2006年年底：利用最高人民法院副院长的职务便利，为最高人民法院民一庭审理的一起土地转让合同纠纷案件中的一方当事人给予关照，他对此案提出明确意见，合议庭据此改变了原处理意见。黄松有为此于2007年下半年收受人民币10万元。
5. 2007年5－6月：利用最高人民法院副院长的职务便利，接受广州正大方略律师事务所律师陈文的请托，为广东省廉江市信用投资发展公司与广州南亚房地产发展有限公司执行案提供了帮助。为此，黄松有收受陈文给予的人民币20万元。

黄松有同样在1997－1998年期间涉嫌实行贪污行为。在广东省湛江市中级人民法院审理的中美公司破产还债案中，由广东粤法拍卖有限公司、广东法建拍卖有限公司进行了资产拍卖。黄松有时任湛江市中级人民法院院长，伙同时任湛江市司法局副局长的陈文、粤西代办处负责人项光文，以粤西代办处参与中美公司资产拍卖操作的名义，将湛江市中级人民法院取得的对该资产拍卖佣金中的人民币308万元，通过湛江市法官协会转入粤西代办处账户，由三人非法占有，其中黄松有分得人民币120万元。
基于上述调查结果，廊坊市人民检察院起诉黄松有涉嫌受贿、贪污罪，廊坊市中级法院于2010年1月14日开庭审理此案。法院认为黄松有身为国家工作人员，基于已取得的证据，可以认定其行为构成受贿罪和贪污罪。而且，由于黄松有原为最高院副院长，因此其受贿罪的犯罪行为对社会造成了恶劣影响；贪污罪属多人共同犯罪，情节严重，所以加重处罚，数罪并罚。法院初审判处黄松有无期徒刑，剥夺政治权利终身，并处没收个人全部财产。这其中在案扣押的受贿款项人民币300万元上缴国库，贪污款项人民币278万元发还湛江市中级人民法院。依据条款为《中华人民共和国刑法》第三百八十五条第一款、第三百八十八条、第三百八十二条第一款、第三百八十六条、第三百八十三条第一款第一项、第二款、第二十五条第一款、第二十六条第一款、第四款、第五十七条第一款、第五十九条、第六十九条、第六十四条。
一审宣判后，黄松有不服既有判决，上诉至河北省高级人民法院。河北高院认同原审判决罪名及相关刑罚，驳回上诉，维持原判。依据条款为《中华人民共和国刑事诉讼法》第一百八十九条第一项、第一百九十七条。

## 案件影响
黄松有原为最高院副院长、二级大法官，他被调查期间以及与后来同为最高院副院长、同为二级大法官的奚晓明落马时都引起了媒体、民众的关注。由于黄松有案涉事人的身份（即国家司法机关工作人员），这引起了部分法律界学者对中国司法独立和司法体系内部的权力制约现状的关注。